# Воронино-Яя
Воронино-Яя — деревня в Асиновском районе Томской области России. Входит в состав Большедороховского сельского поселения.

## География
Деревня находится в южной части Томской области, в пределах юго-восточной части Западно-Сибирской равнины, на левом берегу реки Яя, на расстоянии примерно 10 километров (по прямой) к югу от города Асино, административного центра района. Абсолютная высота — 118 метров над уровнем моря.

## История
В «Списке населенных мест Российской империи» 1868 года издания населённый пункт упомянут как казённая деревня Воронина Томского округа (3-го участка) при реке Яе, расположенная в 129 верстах от губернского города Томска. В деревне имелось 20 дворов и проживало 58 человек (30 мужчин и 28 женщин).
В 1911 году в деревне Воронина-Яя, относившейся к Ново-Кусковской волости Томского уезда, имелось 36 дворов и проживало 232 человека (115 мужчин и 117 женщин). Имелась мелочная лавка.

По данным 1926 года в деревне имелось 57 хозяйств и проживало 304 человека (в основном — русские). В административном отношении Воронина-Яя входила в состав Большедороховского сельсовета Ново-Кусковского района Томского округа Сибирского края.

## Население
| 1926 | 1939 | 1959 | 1970 | 1979 | 1989 | 2002 |
| ---- | ---- | ---- | ---- | ---- | ---- | ---- |
| 304  | ↘300 | ↘199 | ↗201 | ↘127 | ↘96  | ↘68  |
| 2010 | 2012 | 2013 | 2014 | 2015 | 2019 | 2021 |
| ↘54  | ↗56  | ↘52  | ↘46  | ↗51  | ↗60  | ↗66  |

Гендерный состав
По данным Всероссийской переписи населения 2010 года в гендерной структуре населения мужчины составляли 44,4 %, женщины — соответственно 55,6 %.
Национальный состав
Согласно результатам переписи 2002 года, в национальной структуре населения русские составляли 97 % из 68 чел.

## Улицы
Уличная сеть деревни состоит из двух улиц и двух переулков.